# Санкт-Петербургский городской дворец творчества юных
Санкт-Петербургский городской дворец творчества юных (бывший Ленинградский дворец пионеров имени А. А. Жданова) — государственное бюджетное образовательное учреждение дополнительного образования в Санкт-Петербурге. Занимает историко-архитектурный ансамбль на углу реки Фонтанки и Невского проспекта, включающий Аничков дворец и здание Императорского кабинета.

## Структура
Санкт-Петербургский городской дворец творчества юных — это крупнейшее в России учреждение дополнительного образования, осуществляющее деятельность по направлениям: дополнительное образование детей; дошкольное образование; общее образование (начальное, основное, среднее); дополнительное профессиональное образование; организация детского отдыха; организация и проведение культурно-массовых мероприятий и праздников. Дворец включает 9 учебных отделов: Аничков лицей (общее и дополнительное образование), отдел гуманитарных программ и детских социальных инициатив, отдел предшкольного образования, отдел техники, отдел художественного воспитания, спортивные школы олимпийского резерва № 1 и № 2, театрально-художественный отдел, учебно-оздоровительный отдел, а также эколого-биологический центр «Крестовский остров», региональный модельный центр дополнительного образования детей (РМЦ), который является крупнейшим центром повышения квалификации для педагогов Санкт-Петербурга, и круглогодичный загородный центр детско-юношеского творчества «Зеркальный».

## Расположение подразделений
- Аничков дворец (комплекс из нескольких зданий): Невский проспект, дом 39.
- РМЦ: пл. Островского, дом 2Б.
- Эколого-биологический центр «Крестовский остров»: Крестовский проспект, дом 19.
- Загородный центр детско-юношеского творчества «Зеркальный»: Ленинградская область, Выборгский район, Муниципальное образование «Приморское городское поселение», пос. Зеркальный.

## История

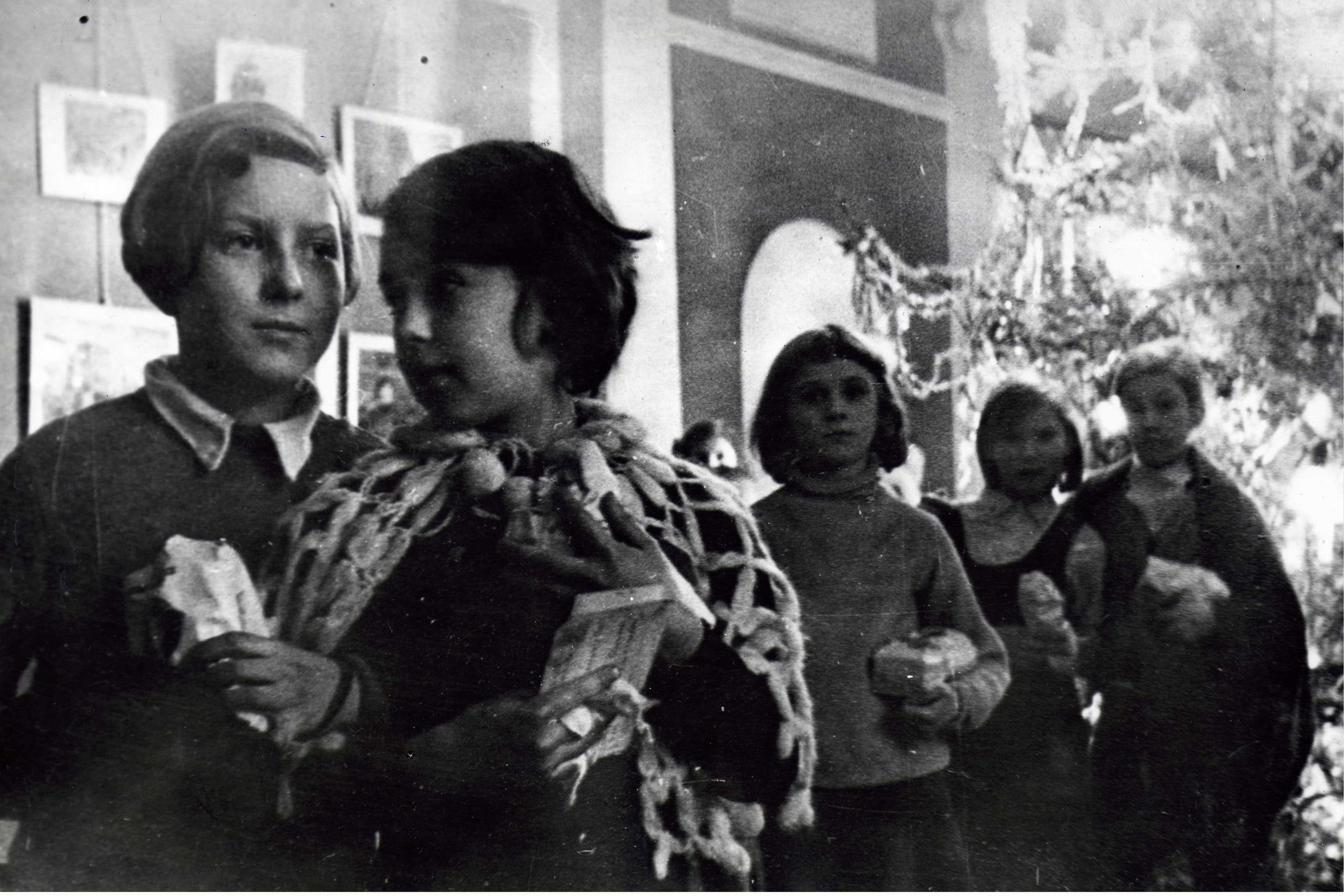
Новогодняя ёлка для детей блокадного Ленинграда, 1943 г.

Открыт 12 февраля 1937 года как Ленинградский дворец пионеров. В 1937 году были основаны отделы техники, художественного воспитания (театр кукол, оркестр баянистов, студии изобразительного искусства и художественного слова), кружки по шахматам, шашкам, теннису, фехтованию, спортивной гимнастике, клуб бальных танцев и др. Директором дворца пионеров был назначен Натан Михайлович Штейнварг. Для занятий с детьми были приглашены выдающиеся ученые, деятели культуры: академики Василий Струве, Лев Берг, лекции по искусству читал Иосиф Орбели, ансамбль песни и пляски возглавил Исаак Дунаевский, занятия по шахматам вел Михаил Ботвинник. 228 заводов, фабрик, институтов помогали в оформлении и оборудовании: машиностроительную лабораторию строил Кировский завод, кабинет физики — «Электросила», автоматическую телефонную станцию — «Красная заря», судомодельную лабораторию с бассейном — Балтийский завод.
Зимой 1941 — 1942 годов в главном корпусе размещался гражданский госпиталь. В самом тяжелом 1942 г. состоялся выпускной бал для школьников, закончивших 10 класс. В 1942 г. было принято решение открыть дворец вновь, заработали кружки для блокадных детей: танцевальные, вокальные, фортепианные, кружки рукоделия, рисования, художественного слова и движения. А в честь наступления нового 1943 года для 1500 отличников учёбы в отделе художественного воспитания были устроены Новогодние ёлки. В 1943 году прошла городская олимпиада детского творчества, в ней приняло участие почти восемь тысяч детей осаждённого Ленинграда.
В 1993 году преобразован в Санкт-Петербургский городской дворец творчества юных (СПб ГДТЮ).

### Театрально-концертный комплекс «Карнавал»
В 1970—1986 годах на территории Аничковой усадьбы был построен театрально-концертный зал «Карнавал» (архитекторы И. Б. Ноах, Н. Куликова).

## Учебные отделы и коллективы
Во Дворце работает множество учебных отделов и коллективов.
Первый набор Школы права во Дворце творчества юных прошёл в 1996 году и составил 30 человек. В 2004 году школа объединилась со Школой экономики и выросла примерно до 130 человек. В 2005 году Школа была преобразована в ЮКОН — Юношеский клуб общественных наук. В 2010 году Комплексная образовательная программа Юношеского клуба общественных наук победила на IX Всероссийском конкурсе авторских программ дополнительного образования, в 2015 году по этой обновлённой программе занималось уже более 300 подростков, вследствие чего школа является одним из крупнейших коллективов Дворца.
В 2007 году на Крестовском острове открылся Эколого-биологический центр. В нём есть современная оранжерея и дендропарк, мини-зоопарк, аквариумы, коллекция живых насекомых, компьютерный класс, библиотека и медиаархив, химико-аналитическая и другие научно-исследовательские лаборатории.

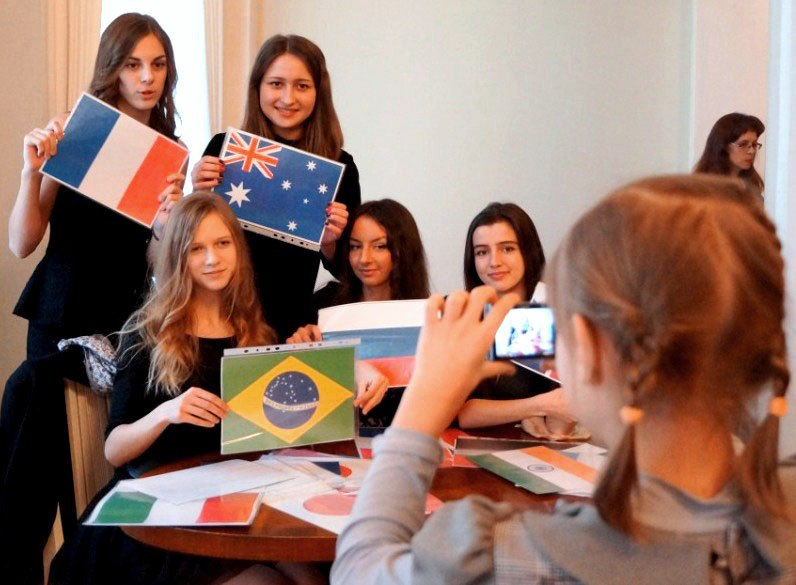
Клуб страноведения «Дружба»
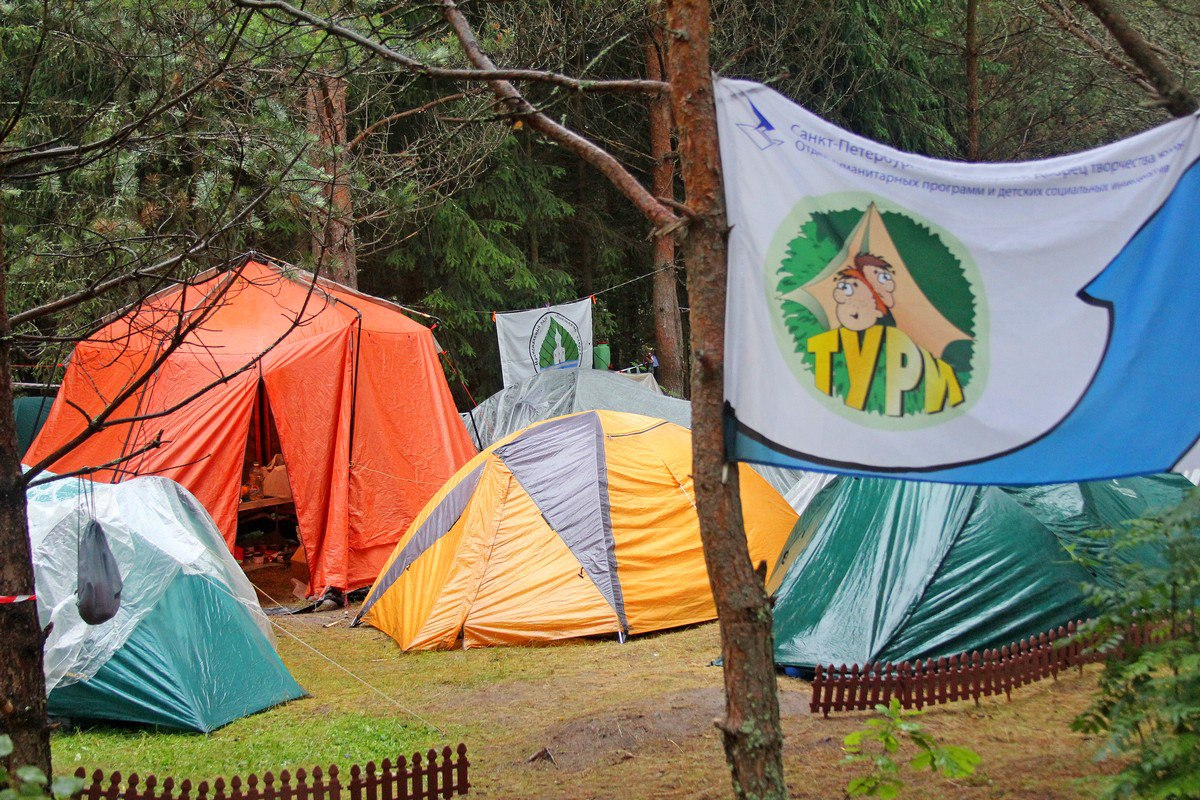
Туристско-краеведческий клуб «Тури»
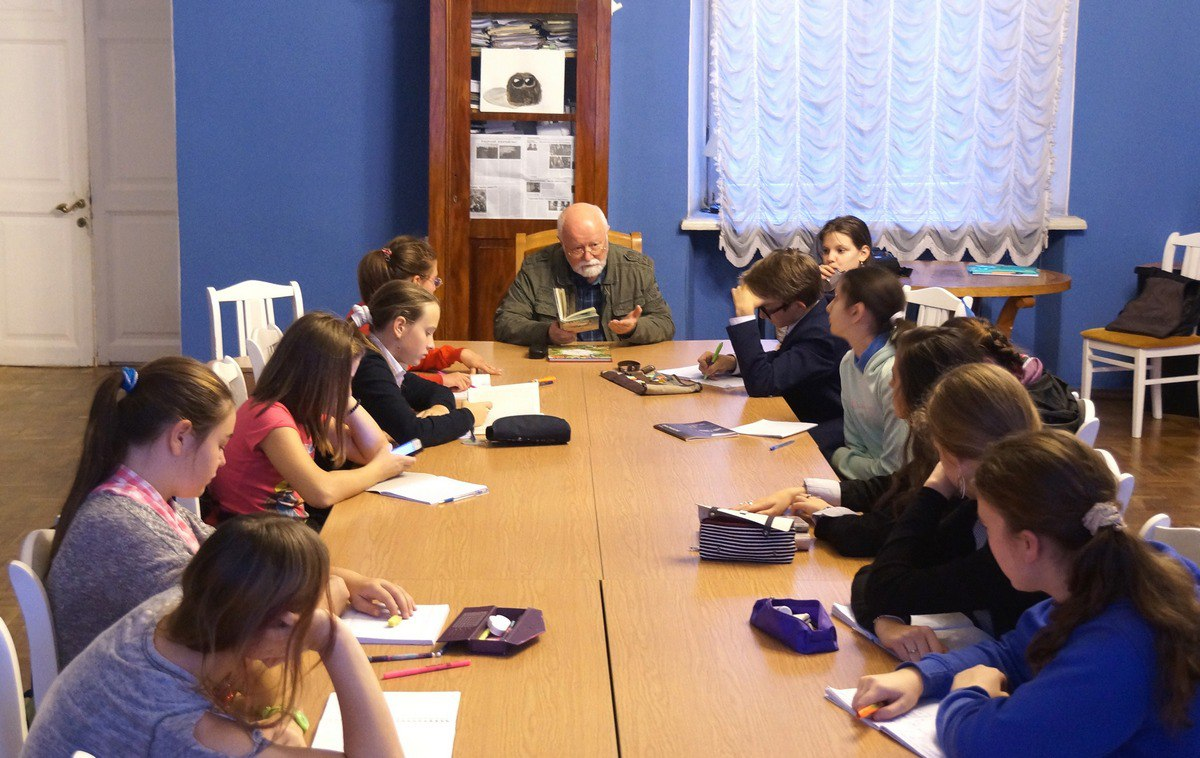
Литературный клуб «Дерзание»
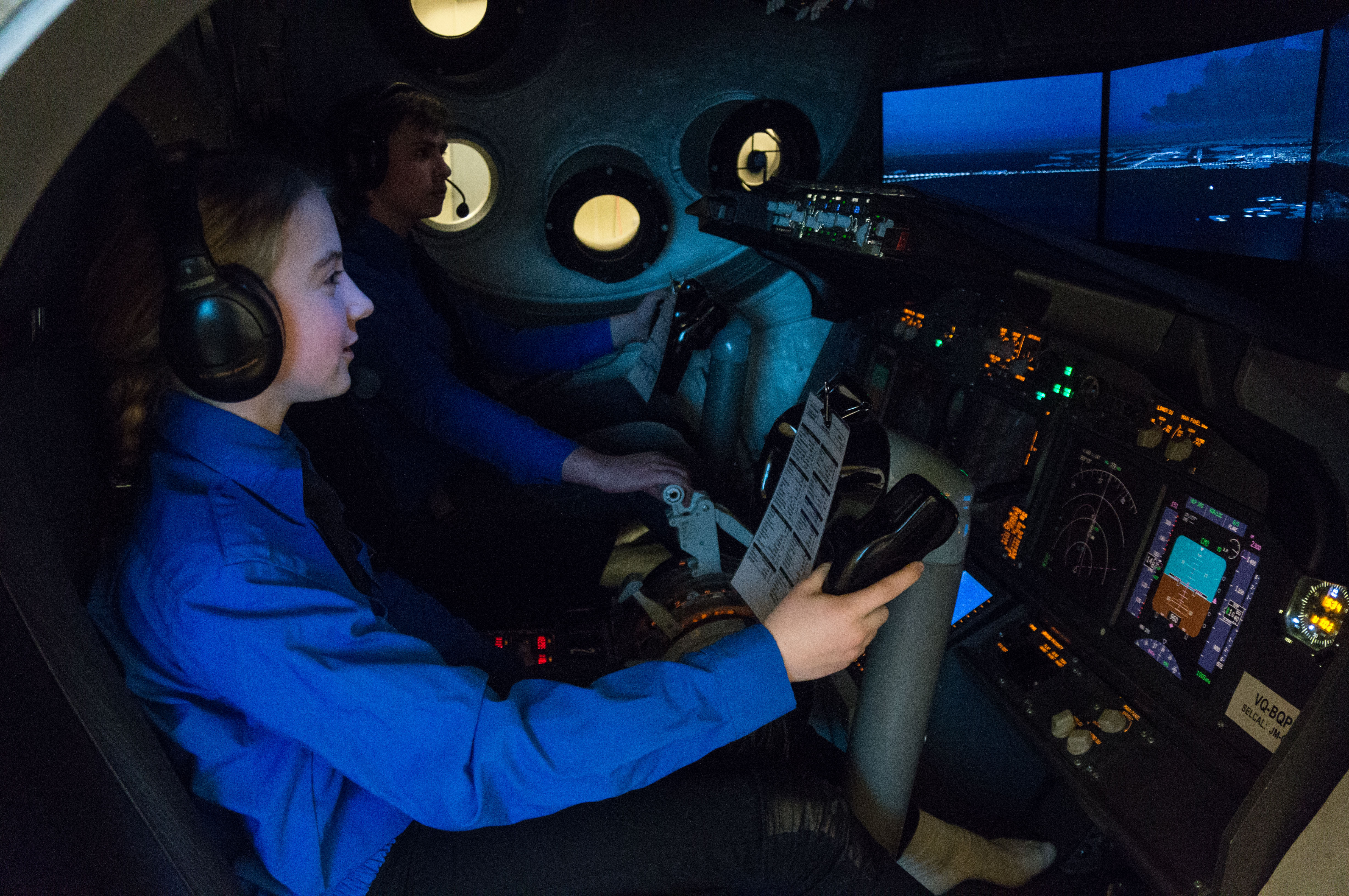
Юношеский клуб космонавтики им. Г.С. Титова
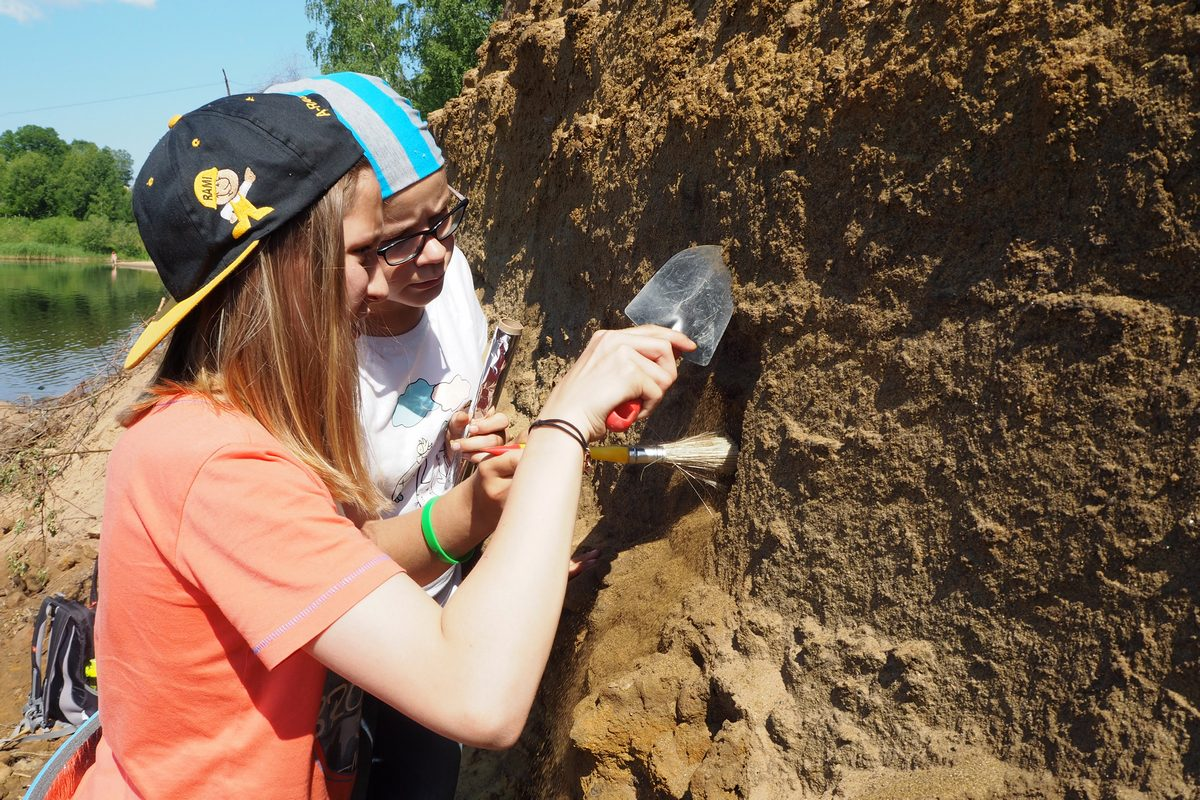
Клуб юных геологов им. академика В. А. Обручева
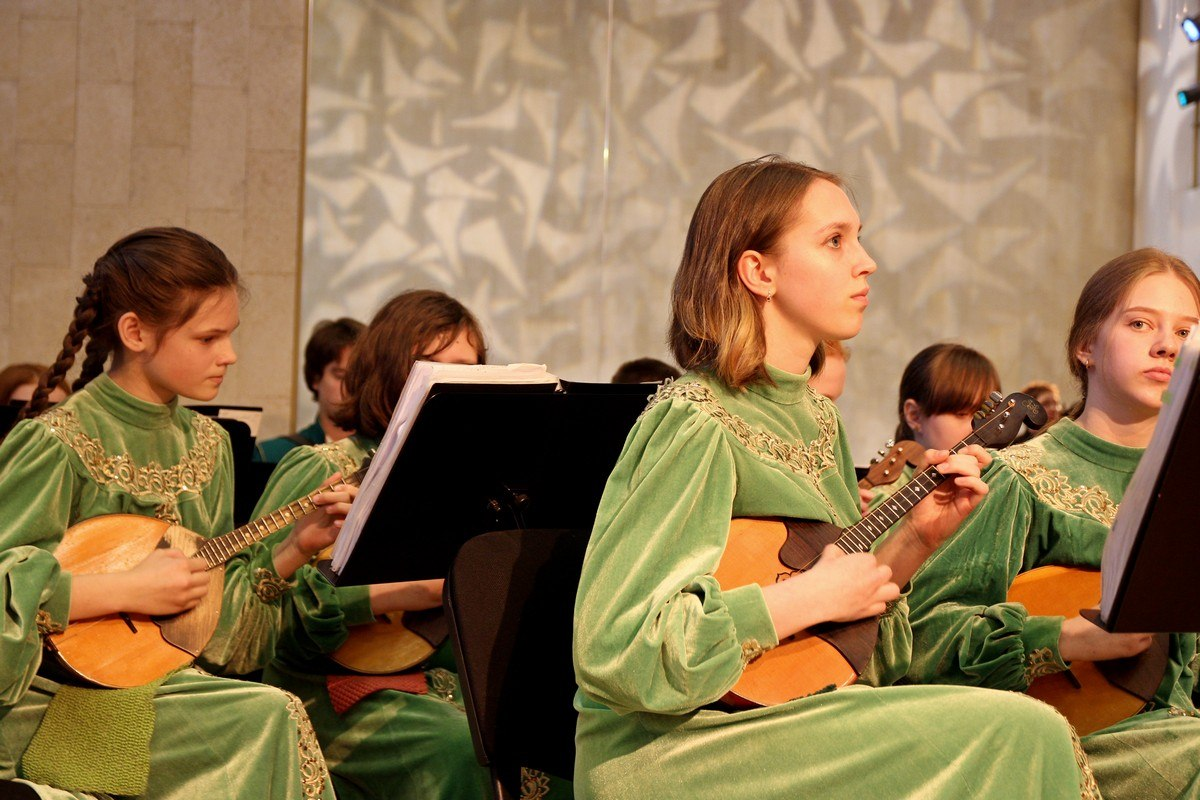
Русский народный оркестр
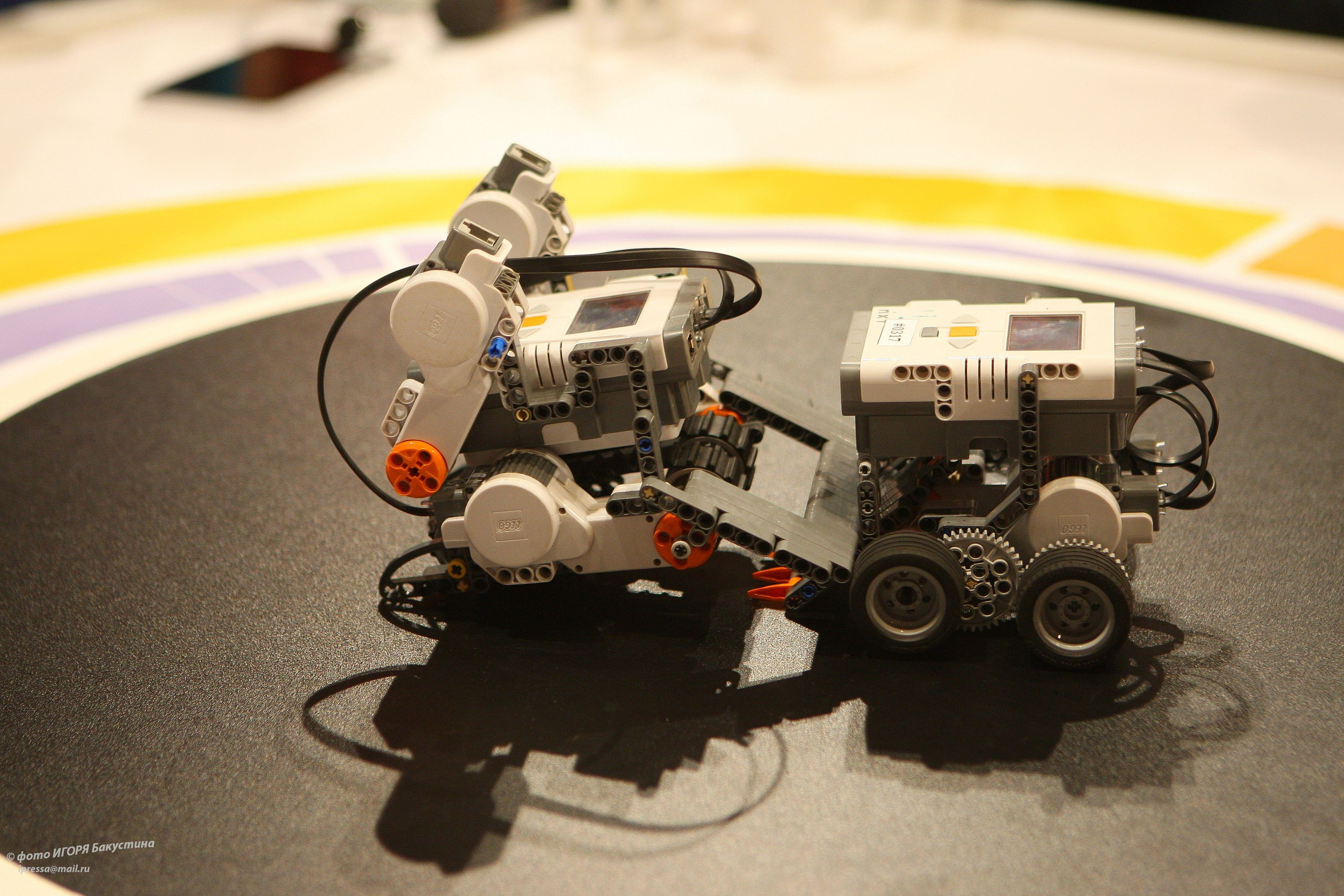
Лаборатория робототехники
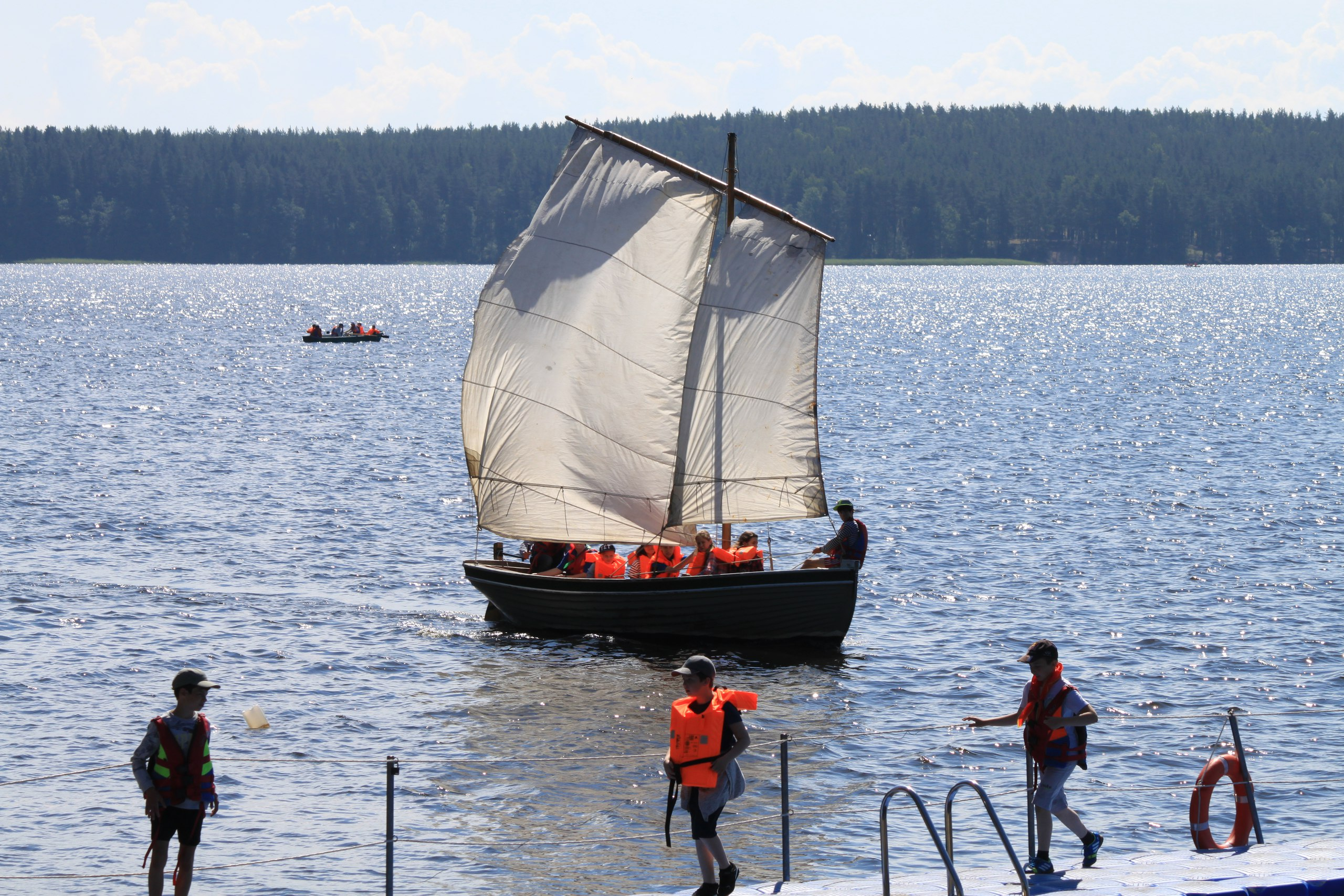
Морской клуб «Юнга»
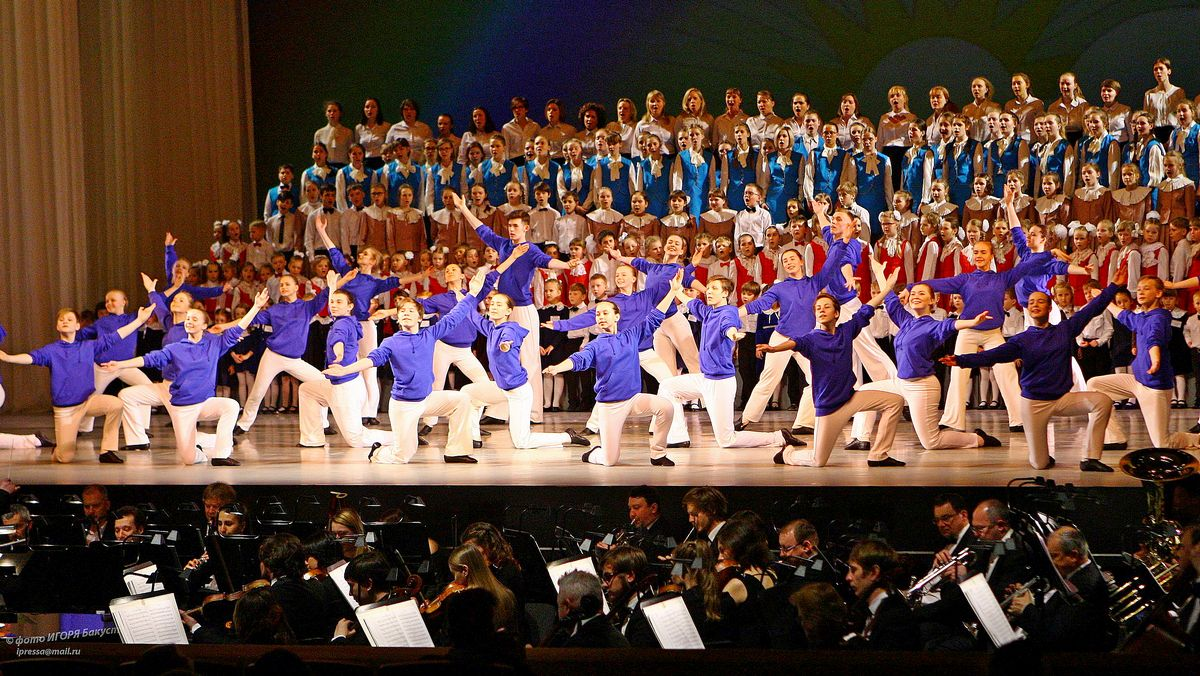
Ансамбль песни и танца им. И. О. Дунаевского
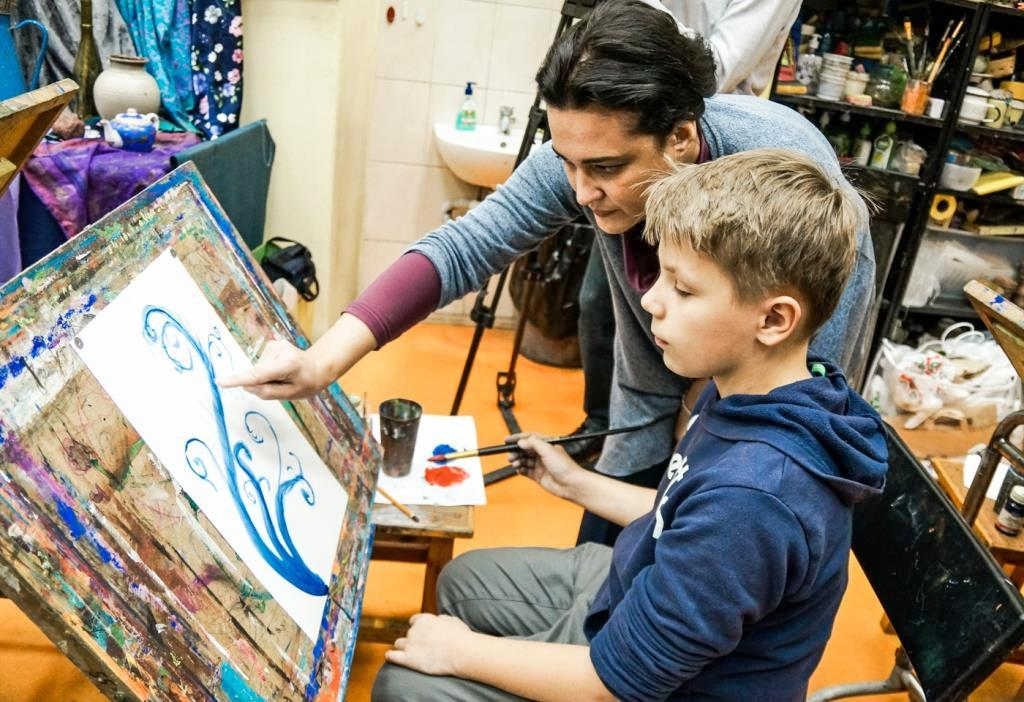
Студия изобразительного искусства

## Награды
- Благодарность Президента Российской Федерации (13 декабря 2016 года) — за большой вклад в воспитание и дополнительное образование подрастающего поколения[6].
- Почётная грамота Президиума Верховного Совета РСФСР (1987 год)[7].